# 森川和子
森川和子（もりかわ かずこ、1931年12月29日 - 1986年2月1日）は、日本の宗教音楽家。

## 人物
1931年12月29日に福岡県福岡市で生まれる。西南学院専門学校英文科卒業。その後サウスウェスタン神学大学などで宗教音楽を学び、昭和34年から西南学院短大部(当時)児童教育科助手となり、45年助教授、55年教授となり広く音楽を教えた。また宗教音楽のソロボーカリストとして活躍、国内外でコンサートを開いた。1986年2月1日没。
| スタブアイコン | サブスタブ | この項目は、まだ閲覧者の調べものの参照としては役立たない、歌手に関連した書きかけの項目です。この項目を加筆・訂正などしてくださる協力者を求めています（P:音楽/PJ:芸能人）。 |